# Parti républicain d'Arménie
Pour les articles homonymes, voir HHK.
Le Parti républicain d'Arménie (en arménien : Hayastani Hanrapetakan Kusaktsutyun (HHK) ou avec l'alphabet arménien : Հայաստանի Հանրապետական Կուսակցություն, plus couramment indiqué par ses initiales HHK ou ՀՀԿ) est un des principaux partis politiques de la République d'Arménie.
Il a été au pouvoir de 1995 à 2018, année de la révolution arménienne de 2018.

## Histoire
Après les élections législatives de 1999, le HHK est le parti avec le plus de députés à l'Assemblée nationale et, à la suite de la formation d'une coalition, le HHK nomme le Premier ministre. C'est à ce titre qu’Andranik Margarian, membre du HHK, a été le Premier ministre en exercice du 12 mai 2000 au 25 mars 2007. Serge Sarkissian le remplace alors à ce poste.
Les élections législatives du 25 mai 2003 confirment la victoire de la coalition dont le HHK fait partie : le parti remporte 23,5 % des suffrages et 31 sièges sur 131 à l’Assemblée nationale. La légitimité des élections organisées par le régime Kotcharian sont fortement contestées par les observateurs de l'OSCE et du Conseil de l'Europe.
Les législatives du 12 mai 2007 voient le HHK remporter 33 % des voix. L'opposition a contesté la régularité du scrutin mais les observateurs de la Communauté des États indépendants, de l'OSCE, du Conseil de l'Europe et du Parlement européen ont parlé d'amélioration par rapport aux précédentes élections,.
Le HHK a rejoint le groupe des conservateurs européens au Conseil de l'Europe dont l'Arménie est membre.
La plate-forme politique du HHK est libérale[réf. nécessaire].
En avril 2018, des manifestations de grandes ampleurs se déroulent pendant une vingtaine de jours contre le Parti républicain, accusé de ne rien faire contre la corruption et la pauvreté. Ces manifestations provoquent la chute du président Serge Sarkissian.
À l'issue du scrutin législatif de 2018, remporté par l'Alliance « Mon pas » du Premier ministre Nikol Pachinian, le Parti républicain d'Arménie subit une lourde défaite. Avec 4,70 % des suffrages, l'ex-parti majoritaire manque de peu le seuil électoral et perd l'intégralité de ses sièges,. La défaite est d'autant plus vive que le Parti républicain avait fait échouer une réforme du mode de scrutin quelques mois avant les élections. Était notamment prévu l'abaissement des seuil à 4 % et 6 % pour les partis et les alliances, associé à un passage de trois à quatre du minimum de partis pourvus en sièges, ce qui permettait donc à un parti ou une alliance, s'il arrive quatrième du scrutin, d'avoir des sièges, même en cas de seuil non atteint. Le boycott d'une majorité des députés du parti avait provoqué par deux fois l'échec de la réforme, faute de quorum,.
Le 4 décembre 2019, Serge Sarkissian est inculpé pour corruption et interdit de quitter le pays. Son procès débute le 25 février 2020.

## Résultats électoraux

### Élections législatives
| Année   | Députés  | Votes   | %    | Rang |
| ------- | -------- | ------- | ---- | ---- |
| 1995[b] | 1 / 190  |         |      | 1er  |
| 1999[a] | 24 / 131 |         |      | 1er  |
| 2003    | 33 / 131 |         |      | 1er  |
| 2007    | 64 / 131 |         |      | 1er  |
| 2012    | 69 / 131 |         |      | 1er  |
| 2017    | 58 / 105 | 771 247 | 49,2 | 1er  |
| 2018    | 0 / 132  | 59 059  | 4,7  | 4e   |

^ Au sein du Bloc de l'unité, avec le Parti populaire.^ .
Au sein du Bloc républicain, avec le Mouvement national pan-arménien (62 sièges), le Parti démocrate-libéral d'Arménie (quatre sièges), l'Union chrétienne-démocrate (un siège).
Concernant les élections législatives de 2017, l'OSCE déplore un « processus miné par des informations crédibles et récurrentes concernant des achats de vote et des actes d'intimidation des électeurs ».